# 27513 Mishapipe
27513 Mishapipe este o planetă minoră (asteroid), cu un diametru de 4,17 km, din centura de asteroizi. A fost descoperită pe 4 aprilie 2000 la Stația Anderson Mesa de Lowell Observatory Near-Earth-Object Search. 
Obiectul prezintă o orbită caracterizată de o semiaxă mare de 2,2884299 UAi, o excentricitate de 0,22, o înclinație de 27,23282 ° în raport cu ecliptica.